# جيمس نازميت
جيمس هال نازميت (أو نازميث) (بالإنجليزية: James Nasmyth)‏ (19 أغسطس 1808 – 7 مايو 1890)، كان مهندسًا اسكتلنديًّا، وفيلسوفًا، وفنانًا، ومخترعًا اشتهر بتطويره المطرقة البخارية. كان شريكًا مؤسسًا في شركة نازميت وغاسكل وشركائهما المصنعة لأدوات التشغيل الميكانيكي. تقاعد بعمر 48 عامًا وانتقل إلى بينشورست في كينت حيث نمى هواياته في علم الفضاء والتصوير.

## بداية حياته
ولد جيمس نازميت في 47 يورك بليس، في إدنبرة، حيث كان والده ألكسندر نازميت رسام وجوه (بورتريه) ومناظر طبيعية. من بين هوايات ألكسندر الميكانيكا وقد شغل كل وقت فراغه تقريبًا في ورشته التي شجع فيها ابنه الأصغر على العمل معه بكل أنواع المواد. أُرسل جيمس إلى المدرسة الثانوية الملكية، حيث صادق جيمي باترسون، الذي يعمل والده في سباكة الحديد في المنطقة. بما أنه كان مهتمًّا أصلًا بالميكانيكا، فقد أمضى الكثير من وقته في المسبك حيث تعلم تدريجيًّا كيفية تشغيل وخراطة الخشب والنحاس الأصفر والحديد والفولاذ. في عام 1820 ترك ثانويته واستفاد مجددًا من ورشة والده التي صنع فيها أول محرك بخاري له وهو يبلغ 17 عامًا.
درس نازميت بين عامي 1821 و1826 بانتظام في مدرسة إدنبرة للفنون (تسمى اليوم جامعة هيريوت-وات) ما جعله من أوائل طلاب هذا الصرح. صنع في عام 1828 عربةً بخاريةً كاملةً كانت تستطيع السير لمسافة ميل حاملةً 8 ركاب. زاد هذا الإنجاز رغبته ليصبح مهندس ميكانيكا. كان قد سمع بشهرة ورشة هينري مودسلي ونوى أن يحصل على عمل هناك؛ ولكن لسوء الحظ، لم يستطع والده تحمل تكاليف جعله متدربًا عند مودسلي. لذا قرر نازميت بدل ذلك أن يعرض على مودسلي نماذج من أعماله وأنتج نموذجًا عاملًا كاملًا من محرك البخار مرتفع الضغط، رسم فيه رسومات العمل وأنشأ العناصر بنفسه.

## مسيرته المهنية

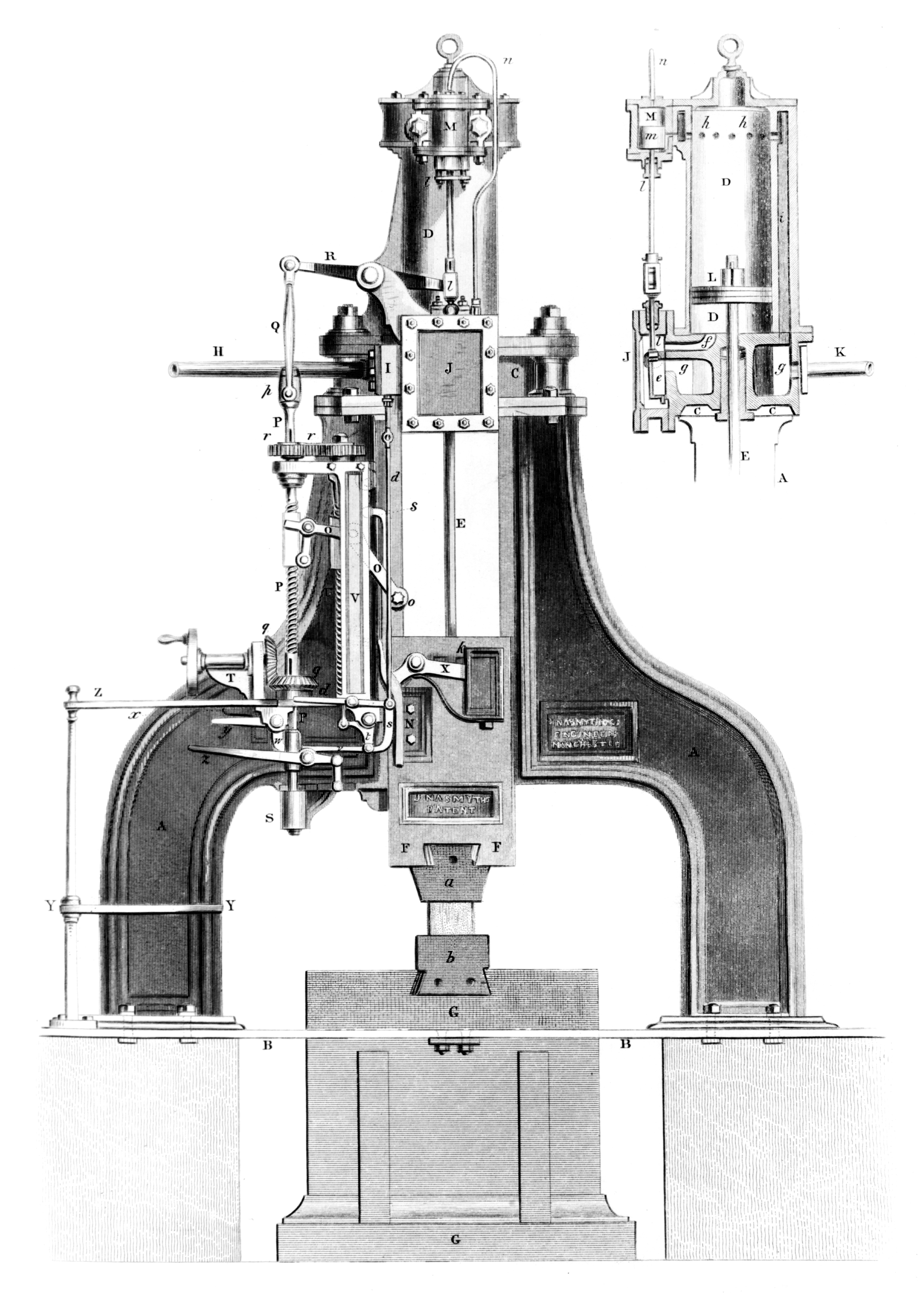
المطرقة البخارية الحاصلة على براءة اختراع لجيمس نازميت

زار نازميت مودسلي في عام 1829 في لندن، وبعد أن عرض عليه أعماله عمل عاملًا مساعدًا بأجر 10 شلن في الأسبوع. توفي مودسلي لسوء الحظ بعد سنتين، فشغله بعدها شريك مودسلي في الرسم الصناعي.
عندما بلغ نازميت 23 عامًا، وبعد أن جمع £69 عن طريق التوفير، قرر أن ينشئ عمله الخاص بنفسه. استأجر مصنعًا بطول 130 قدمًا (39.6 مترًا) وعرض 27 قدمًا (8.2 مترًا) في ندافة قطن قديمة في ديل ستريت، مدينة مانشستر.
لم تكن المشغولات المعدنية الضخمة تناسب الأرضية الخشبية بشكل مثالي، وبعد حادث حطم فيه طرف جائز محرك الأرضية وصولًا إلى ورشة قص زجاج في الطابق الأدنى سرعان ما غير مكان عمله. انتقل إلى باتريكروفت، وهي منطقة من بلدة إيكلز، لانكاشير، حيث افتتح مع شريكه هولبروك غاسكل في أغسطس 1836 مسبكة بريدجووتر، حيث عملا تحت الاسم التجاري نازميت وغاسكل وشركائهما. أنشئ المبنى بحوار سكة حديد ليفربول ومانشستر (التي كانت عندها حديثة) وقناة بريدجووتر.
كان جيمس في رحلة على عربة في مارس 1838 من شيفيلد إلى يورك في عاصفة ثلجية، حين لمح عن بعد مداخن أفران صب حديد. أخبره سائق العربة أن مديرها السيد هارتوب، الذي كان أحد زبائنه. نزل فورًا من العربة واتجه باتجاه الأفران خلال الثلج العميق. وجد السيد هارتوب ومنزله، ودعي ليقيم ليلته هناك ويزور الورشات في اليوم التالي. التقى ذلك المساء بعائلة السيد هارتوب وسحرته فورًا ابنته ذات الواحد والعشرين عامًا، آن إيه. ولأنه رجل حاسم، أفصح لها في اليوم التالي عن مشاعره ونواياه، والتي تلقتها هي «بأرحب صدر يمكن أن أتمناه». أبلغ بعدها أهلها بالأمر نفسه، وأخبرهم بأفقه، وأصبح خطيب البنت في اليوم نفسه. تزوجا بعدها بسنتين، في 16 يونيو 1840 في وينتوورث.
حتى عام 1843، ركزت شركة نازميت وغاسكل وشركائهما على إنتاج العديد من أنواع أدوات التشغيل بأعداد كبيرة. بحلول عام 1856، كان نازميت قد بنى 236 آلة تشكيل.
في عام 1840 بدأ بتلقي الطلبات من السكك الحديدية حديثة الافتتاح التي كانت قد بدأت تغطي البلاد، لأجل عربات القطارات. أدت صلته مع شركة السكك الحديدية (غريت ويسترن ريلوي) -التي لاقت سفينتها البخارية الشهيرة إس إس غريت ويسترن نجاحًا كبيرًا في الرحلات بين بريستول ونيويورك- إلى أن طُلب منه صنع بعض أدوات التشغيل ذات الأحجام والاستطاعات غير المعتادة التي كان يحتاجها لبناء محركات سفينتهم التالية الأكبر إس إس غريت بريتين (أي بريطانيا العظمى).

## التعليم
تعلم في Royal High School, Edinburgh ‏، وجامعة هيريوت وات.

## روابط خارجية
- جيمس نازميت على موقع الموسوعة البريطانية (الإنجليزية)